# Héctor Herrera
Héctor Miguel Herrera López (phát âm tiếng Tây Ban Nha: [ˈeɣtoɾ eˈreɾa]; sinh ngày 19 tháng 4 năm 1990) là một cầu thủ bóng đá chuyên nghiệp người México hiện đang thi đấu ở vị trí tiền vệ cho đội tuyển bóng đá quốc gia México.

## Thống kê sự nghiệp

### Câu lạc bộ
Tính đến ngày 9 tháng 10 năm 2022
| Club            | Season       | League                   | League | League | National cup | National cup | League cup | League cup | Continental | Continental | Other | Other | Total | Total |
| Club            | Season       | Division                 | Apps   | Goals  | Apps         | Goals        | Apps       | Goals      | Apps        | Goals       | Apps  | Goals | Apps  | Goals |
| --------------- | ------------ | ------------------------ | ------ | ------ | ------------ | ------------ | ---------- | ---------- | ----------- | ----------- | ----- | ----- | ----- | ----- |
| Pachuca         | 2011–12      | Mexican Primera División | 27     | 0      | —            | —            | —          | —          | 1           | 0           | —     | —     | 28    | 0     |
| Pachuca         | 2012–13      | Liga MX                  | 25     | 2      | 2            | 0            | —          | —          | —           | —           | —     | —     | 27    | 2     |
| Pachuca         | Total        | Total                    | 52     | 2      | 2            | 0            | —          | —          | 1           | 0           | —     | —     | 55    | 2     |
| Porto B         | 2013–14      | Segunda Liga             | 8      | 0      | —            | —            | —          | —          | —           | —           | —     | —     | 8     | 0     |
| Porto           | 2013–14      | Primeira Liga            | 17     | 3      | 4            | 0            | 2          | 0          | 8           | 0           | —     | —     | 31    | 3     |
| Porto           | 2014–15      | Primeira Liga            | 33     | 3      | 1            | 0            | 1          | 0          | 11          | 4           | —     | —     | 46    | 7     |
| Porto           | 2015–16      | Primeira Liga            | 29     | 9      | 3            | 0            | —          | —          | 6           | 0           | —     | —     | 38    | 9     |
| Porto           | 2016–17      | Primeira Liga            | 23     | 2      | 1            | 0            | 3          | 0          | 8           | 0           | —     | —     | 35    | 2     |
| Porto           | 2017–18      | Primeira Liga            | 29     | 3      | 4            | 1            | 3          | 0          | 6           | 1           | —     | —     | 42    | 5     |
| Porto           | 2018–19      | Primeira Liga            | 33     | 6      | 6            | 1            | 4          | 0          | 9           | 2           | 1     | 0     | 53    | 9     |
| Porto           | Total        | Total                    | 164    | 26     | 19           | 2            | 13         | 0          | 48          | 7           | 1     | 0     | 245   | 35    |
| Atlético Madrid | 2019–20      | La Liga                  | 21     | 0      | 1            | 0            | —          | —          | 6           | 1           | 2     | 0     | 30    | 1     |
| Atlético Madrid | 2020–21      | La Liga                  | 16     | 0      | —            | —            | —          | —          | 5           | 0           | —     | —     | 21    | 0     |
| Atlético Madrid | 2021–22      | La Liga                  | 21     | 0      | 1            | 0            | —          | —          | 4           | 0           | 1     | 0     | 27    | 0     |
| Atlético Madrid | Total        | Total                    | 58     | 0      | 2            | 0            | —          | —          | 15          | 1           | 3     | 0     | 78    | 1     |
| Houston Dynamo  | 2022         | MLS                      | 10     | 0      | —            | —            | —          | —          | —           | —           | —     | —     | 10    | 0     |
| Career total    | Career total | Career total             | 292    | 28     | 23           | 2            | 13         | 0          | 64          | 8           | 4     | 0     | 396   | 38    |

1. ↑  Includes Copa MX, Taça de Portugal and Copa del Rey
2. ↑  Includes Taça da Liga
3. ↑  Appearance in North American SuperLiga
4. ↑  Three appearances in UEFA Champions League, five appearances in UEFA Europa League
5. 1 2 3 4 5 6 7  Appearances in UEFA Champions League
6. ↑  Four appearances in UEFA Champions League, two appearances in UEFA Europa League
7. ↑  Appearance in Supertaça Cândido de Oliveira
8. 1 2  Appearances in Supercopa de España

### Quốc tế
Tính đến ngày 26 tháng 11 năm 2022
| México |      |     |
| Năm    | Trận | Bàn |
| 2012   | 1    | 0   |
| 2013   | 8    | 0   |
| 2014   | 14   | 0   |
| 2015   | 14   | 3   |
| 2016   | 11   | 1   |
| 2017   | 13   | 1   |
| 2018   | 9    | 0   |
| 2019   | 4    | 1   |
| 2020   | 2    | 0   |
| 2021   | 17   | 4   |
| 2022   | 11   | 0   |
| Tổng   | 104  | 10  |

| #   | Ngày                 | Địa điểm                                                  | Đối thủ            | Bàn thắng | Kết quả | Giải đấu                        |
| --- | -------------------- | --------------------------------------------------------- | ------------------ | --------- | ------- | ------------------------------- |
| 1.  | 4 tháng 9 năm 2015   | Sân vận động Rio Tinto, Sandy, Hoa Kỳ                     | Trinidad và Tobago | 3–3       | 3–3     | Giao hữu                        |
| 2.  | 9 tháng 9 năm 2015   | Sân vận động AT&T, Arlington, Hoa Kỳ                      | Argentina          | 2–0       | 2–2     | Giao hữu                        |
| 3.  | 13 tháng 11 năm 2015 | Sân vận động Azteca, Mexico City, México                  | El Salvador        | 2–0       | 3–0     | Vòng loại FIFA World Cup 2018   |
| 4.  | 5 tháng 6 năm 2016   | Sân vận động Đại học Phoenix, Glendale, Hoa Kỳ            | Uruguay            | 3–1       | 3–1     | Copa América Centenario         |
| 5.  | 6 tháng 10 năm 2017  | Sân vận động Alfonso Lastras, San Luis Potosí, México     | Trinidad và Tobago | 3–1       | 3–1     | Vòng loại FIFA World Cup 2018   |
| 6.  | 11 tháng 10 năm 2019 | Sân vận động quốc gia Bermuda, Devonshire Parish, Bermuda | Bermuda            | 5–1       | 5–1     | CONCACAF Nations League 2019–20 |
| 7.  | 3 tháng 7 năm 2021   | Los Angeles Memorial Coliseum, Los Angeles, Hoa Kỳ        | Nigeria            | 1–0       | 4–0     | Giao hữu                        |
| 8.  | 3 tháng 7 năm 2021   | Los Angeles Memorial Coliseum, Los Angeles, Hoa Kỳ        | Nigeria            | 3–0       | 4–0     | Giao hữu                        |
| 9.  | 29 tháng 7 năm 2021  | Sân vận động NRG, Houston, Hoa Kỳ                         | Canada             | 2–1       | 2–1     | CONCACAF Gold Cup 2021          |
| 10. | 16 tháng 11 năm 2021 | Sân vận động Thịnh vượng chung, Edmonton, Canada          | Canada             | 1–2       | 1–2     | Vòng loại FIFA World Cup 2022   |